# كلاش أوف كينغز
صراع الملوك (بالإنگليزية: Clash Of Kings, نقحرة: كلاش أوف كينغز) تختصر (COK) هي لعبة فيديو إستراتيجية تم إصدارها ونشرها بواسطة إلكس تيك لنظامي أندرويد وآي أو أس في 14 يونيو، 2014. تم تحميل اللعبة أكثر من 65 مليون مرة خلال العام الأول من صدورها.